# Manon Lescaut (opera, Puccini)
Manon Lescaut är en italiensk opera i fyra akter av Giacomo Puccini.  Librettot skrevs av Luigi Illica, Domenico Oliva, Marco Praga och Giulio Ricordo och bygger på Abbé Prévosts roman med samma titel från 1731.

## Historia
Manon Lescaut blev Puccinis första riktigt stora framgång. Vid tiden för premiären var Puccini redan 35 år gammal. Valet av tema var inte helt risktfritt. Jules Massenets Manon hade redan 1884 inlett sitt triumftåg på Europas operascener. Dessutom var andan, stämningen och handlingen i den franske rivalens mästerverk mycket troget Prévosts roman. Till en början varnade många av Puccinis vänner honom, bland dem förläggaren Ricordi, visserligen förgäves, för att försöka konkurrera med det internationellt framgångsrika franska stycket. Puccini envisades:
| ” | Massenet uppfattar Manon så som en fransman gör: med puder och menuetter, jag tänker uppfatta operan som en italienare: med förtvivlad passion. | „ |

blev hans svar. Det skulle visa sig att den här situationen inte blev en engångsföreteelse. Han gjorde senare samma sak när han valde förlaga till La bohème (som även Leoncavallo tonsatte) och till Tosca (som även Alberto Franchetti funderade på att tonsätta men lade ner arbetet då han insåg att Puccini var mer lämpad för historien). Först när han märkte att andra var intresserade av ett ämne, bestämde han sig för att envist hålla fast vid det. I operan framträder de typiska Puccinidragen: ödesmättad dramatik, skör hjältinna, fantasirik instrumentering och arior som går direkt till hjärtat.
Urpremiären var den 1 februari 1893 på Teatro Regio i Turin. Den svenska premiären ägde rum på Kungliga Operan i Stockholm den 22 november 1929. Den sattes upp på Göteborgsoperan 2001.

## Personer
- Manon Lescaut (Sopran)
- Lescaut, hennes bror (Baryton)
- Kavaljer Renato des Grieux (Tenor)
- Geronte di Ravoir, kunglig skattmästare (Bas)
- Edmondo, student (Tenor)
- Värden (Bas)
- En musiker (Mezzosopran)
- Balettmästaren (Tenor)
- Lykttändaren (Tenor)
- En sergeant vid bågskyttarna (Bas)
- En kapten vid flottan (Bas)
- En perukmakare (Stum roll)
- Flickor, borgare, folk, studenter, musiker, åldringar, präster, kurtisaner, bågskyttar, marinsoldater, sjömän (kör)

## Handling

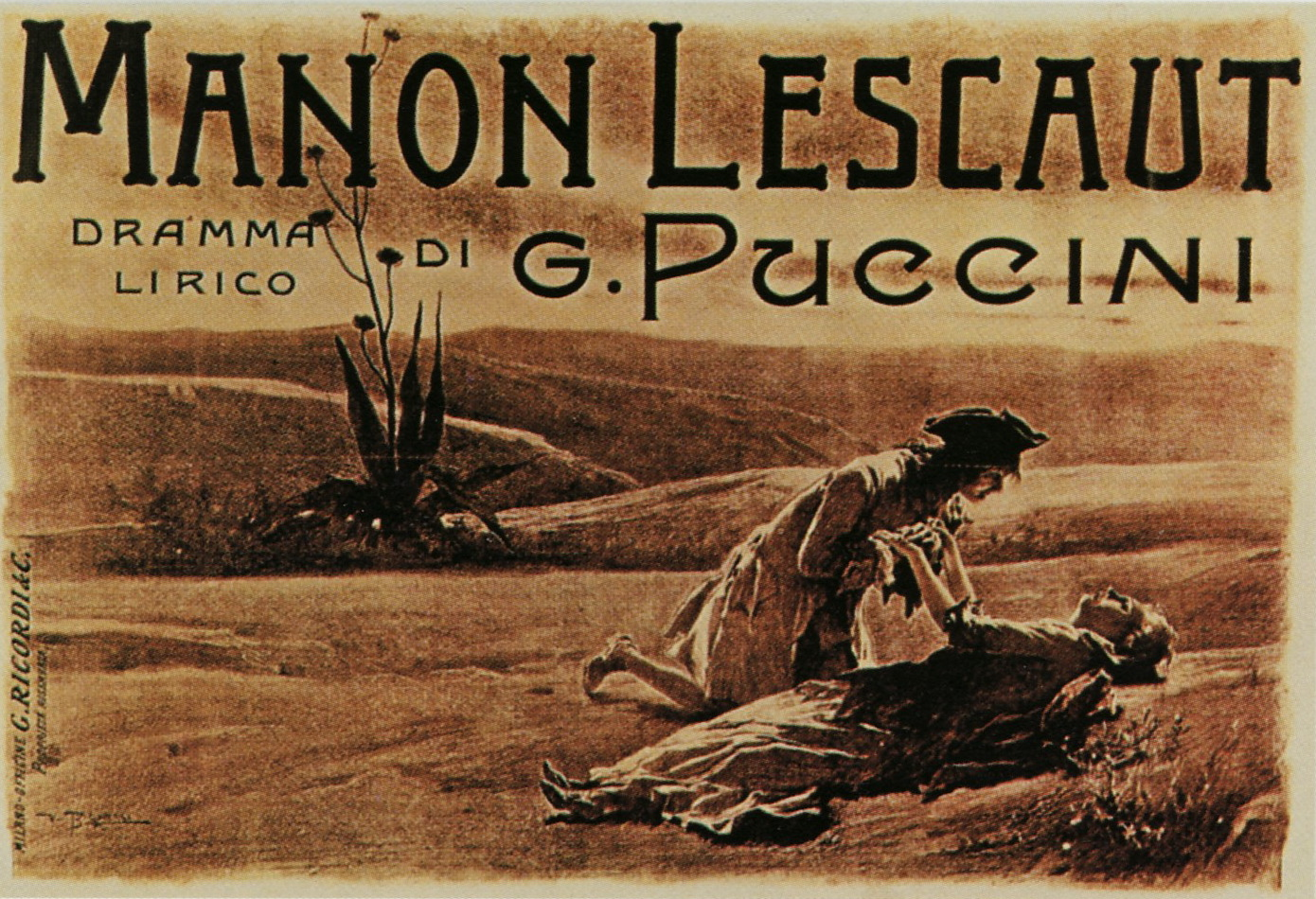
Reklamkort inför urpremiären 1893.

Operan utspelar sig i Frankrike och Nordamerika i slutet av 1700-talet.

### Första akten
På torget utanför poststationen i Amiens väntar folket på att postdiligensen skall anlända, bland dem kavaljer des Grieux. Bland de nyanlända befinner sig den rike frälsemannen Geronte, sergeanten Lescaut och hans syster Manon. Männen går in i huset, endast Manon blir ensam kvar. Des Grieux blir omedelbart förälskad i flickan ("Donna non vidi mai"). De kommer i samspråk och det visar sig att Manons far har bestämt att hon skall sättas i kloster. Under tiden upptäcker Edmondo, en vän till des Grieux, att Geronte har för avsikt att enlevera flickan. Des Grieux bekänner sin kärlek till Manon och ber henne rymma med honom. Medan studenten uppehåller Lescaut och Geronte med hasardspel, beger sig det förälskade paret därifrån i Gerontes vagn.

### Andra akten
Manon, som har lämnat des Grieux eftersom denne inte längre har några pengar, bor numera i Gerontes palats i Paris. Men hon känner sig uttråkad av den kyliga prakten och längtar tillbaka till des Grieux heta kärlek ("In quelle trine morbide"). Av sin bror får hon veta att des Grieux fortfarande älskar henne. Med Lescauts hjälp möts de båda i Gerontes palats, men överraskas av husets herre. Des Grieux insisterar på att Manon skall fly tillsammans med honom. Men Geronte har slagit larm och under tiden som Manon samlar ihop sina smycken anländer vakterna. Geronte anklagar Manon för stöld. Hon grips och sätts i fängelse.

### Tredje akten
Manon har dömts till att deporteras till Amerika. Des Grieux försöker förgäves få henne fri genom att muta vakterna. Manon skall föras ombord på skeppet till Amerika. Vid deras avsked sliter en sergeant brutalt Manon ur des Grieux armar. Skeppets kapten träder emellan och ger des Grieux tillstånd att följa med ("No! Pazzo son! Guardate!").

### Fjärde akten
Manons lyxbegär har lett till att des Grieux har blivit inblandad i ett brott i New Orleans. De måste därför fly ur staden. I öknen bryter den helt utmattade Manon samman. Des Grieux söker förgäves efter vatten. Med sina sista ord bedyrar Manon att hon älskar honom och dör sedan i hans armar ("Sola, perduta, abbandonata").
Stämningen i operan går från komedi i första akten till passionsdraman i den andra. Tredje akten innehåller mycket avancerade stämmor och fjärde akten är närmast en utdragen elegi. Mellan andra och tredje akten har Puccini gjort ett symfoniskt intermezzo, inte utan influenser av Wagner.

## Inspelningar (urval)
- Manon Lescaut. Mattila, Giordano, Croft, Travis. Metropolitanoperans kör och orkester. Levine, dirigent. EMI DVD 2 17420 9.
- Manon Lescaut. Freni, Pavarotti, Croft, Tadei. Metropolitanoperans kör och orkester. Levine, dirigent. Decca 440 200-2. CD.[3]